# Ecliptopera
Ecliptopera es un género de polilla de la familia Geometridae. Fue descrita por primera vez por Eugen Wehrli en 1943 y se puede encontrar con amplia distribuido en el Holártico.

## Descripción
La presencia de coremata versátil del segmento masculino A8 es característica de este genero, un atributo raro dentro de los Cidariini. La coremata es una estructura especiales en forma de plumas o pinceles, presentes en los machos de polillas, que utilizan para liberar feromonas durante el cortejo y la reproducción.
Las antenas son filiformes con cilias cortas. Las cuatro alas tienen una areola doble. El área medial suele ser ancha y oscura, con una mancha semilunar oscura debajo del ápice del ala anterior que recuerda a un patrón equivalente en el género Eulithis. Se sabe que las especies europeas pasan el invierno como pupa.

## Especies
El género Ecleroa contiene más de 40 especies distribuidas en regiones puntuales del Holártico y regiones del Indo-Pacífico:
- Ecliptopera acalles (Prout, 1938)
- Ecliptopera albogilva Prout, 1931
- Ecliptopera angustaria (Leech, 1897)
- Ecliptopera atricolorata (Grote & Robinson, 1867)
- Ecliptopera benigna (Prout, 1914)
- Ecliptopera capitata (Herrich-Schäffer, 1839)
- Ecliptopera ctenoplia Prout, 1931
- Ecliptopera delecta (Butler, 1880)
- Ecliptopera dentifera (Moore, 1888)
- Ecliptopera dimita (Prout, 1938)
- Ecliptopera dissecta (Moore, 1887)
- Ecliptopera falsiloqua (Prout, 1938)
- Ecliptopera fastigiata (Püngeler, 1908)
- Ecliptopera fervidaria (Leech, 1897)
- Ecliptopera fulvidorsata (Warren, 1894)
- Ecliptopera fulvotincta (Hampson, 1895)
- Ecliptopera furva (Swinhoe, 1891)
- Ecliptopera furvoides (Thierry-Mieg, 1915)
- Ecliptopera haplocrossa (Prout, 1938)
- Ecliptopera leucoglyphica (Warren, 1898)
- Ecliptopera litterata (West, 1929)
- Ecliptopera lucrosa Prout, 1940
- Ecliptopera macarthuri (Prout, 1938)
- Ecliptopera mixtilineata (Hampson, 1895)
- Ecliptopera muscicolor Prout, 1931
- Ecliptopera oblongata (Guenee, 1858)
- Ecliptopera obscurata (Moore, 1868)
- Ecliptopera odontoplia Prout, 1935
- Ecliptopera phaula Prout, 1933
- Ecliptopera postpallida (Prout, 1938)
- Ecliptopera pryeri (Butler, 1878)
- Ecliptopera recordans Prout, 1940
- Ecliptopera rectilinea Warren, 1894
- Ecliptopera relata (Butler, 1880)
- Ecliptopera sagittatoides (Pagenstecher, 1900)
- Ecliptopera silaceata – small phoenix (Denis & Schiffermüller, 1775)
- Ecliptopera subapicalis (Hampson, 1891)
- Ecliptopera subfalcata (Warren, 1893)
- Ecliptopera subnubila Prout, 1940
- Ecliptopera substituta (Walker, 1866)
- Ecliptopera thalycra Prout, 1928
- Ecliptopera triangulifera (Moore, 1888)
- Ecliptopera umbrosaria (Motschulsky, [1861])
- Ecliptopera zaes Prout, 1932
- Ecliptopera zophera Prout, 1931